# Rajd Wartburga 1972
Rajd Wartburga 1972 (15. Internationale Rallye Wartburg 1972) – 15. edycja rajdu samochodowego Rajd Wartburga rozgrywanego w NRD. Rozgrywany był od 26 do 28 października 1972 roku. Rajd był piątą rundą Rajdowego Pucharu Pokoju i Przyjaźni w roku 1972 oraz dziewiątą Rajdowych Mistrzostw NRD w roku 1972.

## Klasyfikacja rajdu
| Miejsce                        | Kierowca                       | Pilot                          | Samochód                       | Wynik                          | Strata                         |                                |
| Klasyfikacja generalna i RPPiP | Klasyfikacja generalna i RPPiP | Klasyfikacja generalna i RPPiP | Klasyfikacja generalna i RPPiP | Klasyfikacja generalna i RPPiP | Klasyfikacja generalna i RPPiP | Klasyfikacja generalna i RPPiP |
| ------------------------------ | ------------------------------ | ------------------------------ | ------------------------------ | ------------------------------ | ------------------------------ | ------------------------------ |
| 1.                             | Egon Culmbacher                | Werner Ernst                   | Wartburg 353                   | 1                              | -                              |                                |
| 2.                             | Milan Žid                      | Jan Soukup                     | Škoda 120 S                    | 23                             | +21                            |                                |
| 3.                             | Horsák Oldřich                 | Jiří Motal                     | Škoda 120 S                    | 33                             | +31                            |                                |
| 4.                             | Bernd Urban                    | Bernhard Malsch                | Wartburg 353                   | 35                             | +33                            |                                |
| 5.                             | Peter Hommel                   | Günter Bork                    | Wartburg 353                   | 36                             | +34                            |                                |
| 6.                             | Heino Sepp                     | Toomas Bernstein               | Moskvich 412                   | 43                             | +41                            |                                |
| 7.                             | Kastytis Girdauskas            | Uldis Madrevic                 | Moskvich 412                   | 54                             | +52                            |                                |
| 8.                             | Eberhard Asmus                 | Christian Meischner            | Trabant P601                   | 1:35                           | +1:33                          |                                |
| 9.                             | Robert Mucha                   | Ryszard Żyszkowski             | Polski Fiat 125p 1500          | 1:37                           | +1:35                          |                                |
| 10.                            | Oldřich Brunclík               | Miroslav Kafka                 | Škoda 120 S                    | 1:40                           | +1:38                          |                                |